# Gmina Kalmar
Gmina Kalmar (szw. Kalmar kommun) – szwedzka gmina położona w regionie Kalmar, siedzibą jej władz jest miasto Kalmar.
Pod względem zaludnienia Kalmar jest 31. gminą w Szwecji. Zamieszkuje ją 60 649 osób, z czego 51,13% to kobiety (31 007) i 48,87% to mężczyźni (29 642). W gminie zameldowanych jest 1802 cudzoziemców. Na każdy kilometr kwadratowy przypada 63,44 mieszkańca. Pod względem wielkości gmina zajmuje 109. miejsce.